# Liste des ambassadeurs des États-Unis en Côte d'Ivoire
L' ambassadeur des États-Unis en Côte d'Ivoire est le représentant officiel du gouvernement des États-Unis auprès du gouvernement de la Côte d'Ivoire.

## Ambassadeurs
- Août - Octobre 1960 Donald R. Norland (en) (par intérim)
- 20 novembre 1960 - 12 mai 1962 R. Borden Reams (en)
- 27 novembre 1962 - 6 mars 1965 James Wine (en)
- 5 août 1965 - 16 novembre 1969 George A. Morgan (en)
- 23 décembre 1969 - 6 mars 1974 John F. Root (en)
- 11 avril 1974 - 8 août 1976 Robert Solwin Smith (en)
- 13 novembre 1976 - 12 juillet 1979 Monteagle Stearns (en)
- 16 janvier 1980 - 16 août 1983 Nancy V. Rawls (en)
- 18 novembre 1983 - 3 août 1986 Robert H. Miller (en)
- 2 décembre 1986 - 8 octobre 1989 Dennis Kux (en)
- 22 novembre 1989 - 3 juillet 1992 Kenneth L. Brown (en)
- 10 septembre 1992 - 6 juillet 1995 Hume Alexander Horan (en)
- 6 octobre 1995 - 28 septembre 1998 Lannon Walker (en)
- 6 janvier 1999 - 12 juillet 2001 George Mu (en)
- 19 décembre 2001 – 23 juillet 2004 Arlene Render (en)
- 6 août 2004 - août 2007 [2] Aubrey Hooks (en)
- 25 septembre 2007 - août 2010 [3] Wanda Nesbitt (en)
- 23 août 2010 - 2013 [4] Phillip Carter III
- 21 novembre 2013 - août 2016 [5] Terence McCulley (en)
- Août 2016 – Août 2017 [6] Andrew Haviland (en) (chargé d'affaires)
- Août 2017 – Septembre 2019 [6] Katherine Brucker (en) (chargée d'affaires)
- 10 octobre 2019 - 31 janvier 2023 Richard K. Bell (en)
- depuis le 2 mars 2023 Jessica Davis Ba